# Armenisch-iranische Beziehungen
Die Beziehungen zwischen der Republik Armenien und der Islamischen Republik Iran sind sehr eng, die beiden Staaten haben seit Armeniens Unabhängigkeit keine Grenz-, ethnischen, religiösen oder wirtschaftliche Konflikte ausgetragen. Sie werden häufig auf einer Achse Moskau-Jerewan-Teheran gesehen. Für beide Staaten sind die beiderseitigen Beziehungen wichtig, um den Einfluss der Türkei im Südkaukasus zu begrenzen und um ihre Isolation zu vermindern. Für Armenien sind die Beziehungen zum Iran darüber hinaus von Bedeutung, um nicht in eine zu starke Abhängigkeit von Moskau zu geraten.

## Ethnische Beziehungen
Im Iran lebt eine einflussreiche armenische Minderheit. Ihre Vorfahren wurden teilweise auf Befehl von Schah Abbas I. gewaltsam vom alten Dscholfa nach Isfahan umgesiedelt, und teilweise kamen sie als Flüchtlinge des Völkermordes an den Armeniern in den Iran. Die armenische Minderheit im Iran schrumpft heute aufgrund von Emigration vor allem in die USA. Gleichzeitig hat sie einen hohen Beitrag zur Modernisierung des Iran geleistet, pflegt ein freundschaftliches Verhältnis mit der muslimischen Bevölkerungsmehrheit, erfährt keine große Diskriminierung und ist durch zwei garantierte Sitze im iranischen Parlament vertreten. Die Zentren der armenischen Minderheit befinden sich in Isfahan, Teheran, Urmia, Täbris und Dscholfa, letztere drei liegen in mehrheitlich von Aserbaidschanern bewohnten Gebieten. Im Iran-Irak-Krieg zeigten sich die iranischen Armenier loyal gegenüber dem Iran, zahlreiche armenische Männer starben an der Front. Die im Iran wohnhaften Armenier haben die Etablierung guter Kontakte zwischen den beiden Staaten ermöglicht. Die guten Beziehungen zu Armenien erlauben es dem Iran, sein Ansehen aufzubessern und darzustellen, dass es sich bei seiner Konfrontation mit den westlichen Staaten nicht um einen Kampf der Zivilisationen handelt und dass die Differenzen mit dem Westen nicht religiöser, sondern politischer Natur sind.

## Iranische außenpolitische Einflussnahme auf Armenien

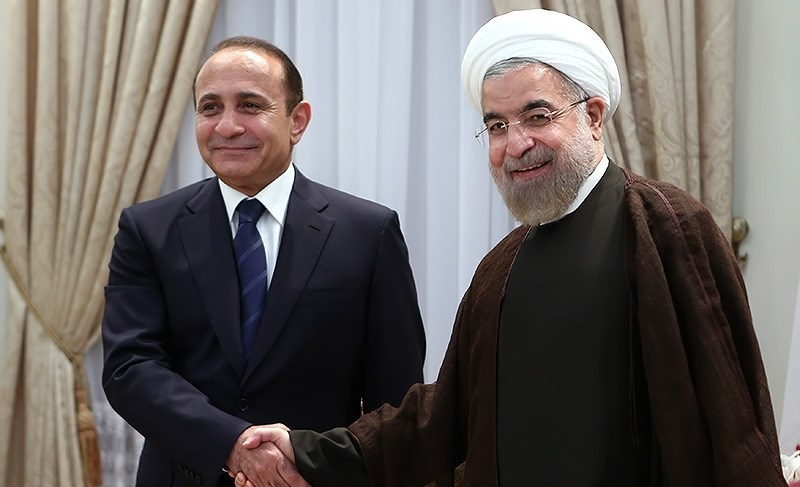
Der iranische Präsident Hassan Rohani mit dem ehemaligen armenischen Ministerpräsidenten Howik Abrahamjan

Die Islamische Republik Iran unterstützte in den 1980er Jahren die armenische Guerillagruppe Asala. Der Iran erkannte die Unabhängigkeit Armeniens am 25. Dezember 1991 an.
Im Bergkarabachkonflikt steht der Iran auf Seiten Armeniens, weil er sich davon eine Schwächung Aserbaidschans erhofft, mit dem der Iran zahlreiche politische Differenzen hat. Im bewaffneten Bergkarabachkonflikt forderten religiöse Kräfte im Iran zwar eine Unterstützung der aserbaidschanischen Glaubensbrüder im Kampf gegen die armenischen Christen, die Außenpolitiker im Iran bevorzugten jedoch eine Schwächung der Republik Aserbaidschan, um der Drohung der Vereinigung aller Aserbaidschaner zu entgegnen. Letztere konnten sich durchsetzen und die Islamische Republik unterstützte Armenien, so lange es in der iranischen Öffentlichkeit keinen zu großen Widerstand gab. Iran wurde zum wichtigsten Lieferanten von elektrischer Energie und Gütern des täglichen Bedarfs, außerdem wurde die Enklave Bergkarabach über iranisches Gebiet versorgt. Es gibt auch Hinweise darauf, dass Armenien Waffenlieferungen empfangen hat, die über iranisches Gebiet ins Land gelangt sind. Somit machte der Iran den Expansionismus der Republik Armenien erst möglich, gleichzeitig verurteilte Iran die armenische Aggression oder drohte Jerewan wie im Jahre 1993. Mehrmals drohte der Krieg jedoch auf iranisches Gebiet überzugreifen, somit stellte er eine unmittelbare Gefahr und ein Risiko für die Stabilität des Iran dar. Im Jahre 1991 vermittelte der Iran erfolglos, im Jahre 1992 handelte er wiederholt einen Waffenstillstand zwischen den Parteien aus, er wurde jedoch von Armenien auf Betreiben Russlands sofort gebrochen. Bis heute prägt er die Dreiecksbeziehung zwischen den Nachbarn Armenien, Iran und Aserbaidschan.
Seitdem US-amerikanische Truppen im Irak und Afghanistan stationiert sind, ist der Iran auf russische Unterstützung angewiesen und kann daher im Kaukasus kaum eine Politik verfolgen, die mit Interessen Russlands kollidiert.
Inmitten der anhaltenden Grenzkrise zwischen Aserbaidschan und Armenien bekräftigte der iranische Außenminister im September 2022, dass die Grenze zwischen Iran und Armenien unverändert bleiben müsse.

## Wirtschaftliche Zusammenarbeit
Während des Kalten Krieges war die Grenze zwischen der Sowjetunion und dem Iran praktisch geschlossen und es gab nur wenig Austausch. Die Grenze wurde erst 1991 geöffnet. Im Jahre 1992 baute man die Friedensbrücke über den Aras. Sie war während des Wirtschaftsembargos der Türkei und Aserbaidschans zeitweise die einzige Landverbindung für die Lieferung von Gütern nach Armenien.
Seit der Unabhängigkeit Armeniens haben sich die Wirtschaftsbeziehungen zwischen den beiden Staaten schnell entwickelt. Im Jahre 2001 vereinbarten die Präsidenten Robert Kotscharjan und Mohammad Chātami eine Kooperation für regionale Sicherheit und Stabilität. Seitdem folgten zahlreiche weitere Abkommen, die v. a. die Zusammenarbeit auf wirtschaftlichem Gebiet regeln. Gleichzeitig wurden Handelsschranken sukzessive abgebaut, im Jahre 2012 regte Präsident Ahmadineschad sogar an, mit Armenien Freihandel zu erlauben. Im Jahre 2011 exportierte Armenien Güter im Wert von 106,2 Millionen US-Dollar in den Iran, während der Iran Güter im Wert von 217,2 Millionen US-Dollar nach Armenien exportierte. Die wichtigsten Importgüter für Armenien sind dabei Öl, Stahl und Treibstoffe; es ist möglich, dass der Iran Russland als wichtigsten Partner Armeniens ablösen wird. Armenien ist bereits seit Längerem wichtigster Handelspartner des Iran im Südkaukasus.
Der Handel zwischen Armenien und dem Iran unterläuft teilweise diverse Embargos der internationalen Gemeinschaft gegen die iranische Wirtschaft. Die Umsetzung schärferer Sanktionen würde die armenische Wirtschaft, die sich ihrerseits dem aserbaidschanischen und türkischen Embargo gegenübersieht, extrem belasten. Darüber hinaus würde Armenien dadurch komplett von Russland abhängig. Aus diesem Grund werden die Handelsbeziehungen Armeniens mit dem Iran vom Westen toleriert.
Für das Binnenland Armenien ist die Zusammenarbeit mit dem Iran besonders wichtig, da es im Gefolge des Bergkarabachkonfliktes von seinen beiden Nachbarn Aserbaidschan und Türkei boykottiert wird; bis zum Ende der Sowjetunion wurden 85 % des Warenverkehrs Armeniens über Aserbaidschan abgewickelt. Ohne den Iran wäre Armenien sehr einseitig an Russland gebunden. Mit Russland pflegen zwar sowohl der Iran als auch Armenien eine enge Zusammenarbeit, beide sind sich aber bewusst, dass Russland ein unzuverlässiger Partner sein kann. Darüber hinaus haben beide Staaten ein Interesse daran, den türkischen Einfluss im Südkaukasus zu begrenzen.
Der Iran möchte seine Öl- und Erdgas-Exporte diversifizieren, während Armenien sich von der einseitigen Abhängigkeit von Russland lösen möchte. Im Jahre 1995 wurde der Vertrag zum Bau der Iran-Armenien-Erdgaspipeline unterzeichnet. Der ursprüngliche Plan sah vor, dass die Pipeline einen Durchmesser von 1420 Millimetern haben sollte; auf Druck Russlands wurde der Durchmesser auf 700 Millimeter verringert, so dass Armenien kein iranisches Gas weiterexportieren kann. Im Jahre 2007 wurde die Erdgas-Pipeline von den Präsidenten Kotscharjan und Ahmadineschad eingeweiht. Im Jahre 2014 wurde die 365 Kilometer lange Öl-Pipeline von Täbris nach Jerasch fertiggestellt, über die Armenien täglich 1,5 Millionen Liter Benzin oder Diesel importieren kann, was die Importkosten für Armenien deutlich senkt. Ihr Bau wurde 2009 vereinbart und um den Einfluss Moskaus zu minimieren, befindet sie sich jeweils zu 50 % im Eigentum Armeniens und des Iran, wobei der armenische Anteil vom Iran finanziert wurde. Insgesamt haben die Investitionen in die Export-Infrastruktur Armenien sehr geholfen, der Nutzen für den Iran war hingegen überschaubar.